# Scott Miller (Schwimmer)
Scott Andrew Miller (* 21. Februar 1975 in Sydney) ist ein ehemaliger australischer Schwimmer. Er gewann bei Olympischen Spielen je eine Silber- und Bronzemedaille. Bei Kurzbahnweltmeisterschaften erschwamm er eine Goldmedaille und drei Silbermedaillen. Bei Commonwealth Games erhielt er zweimal Gold, einmal Silber und einmal Bronze.

## Leben
Der 1,93 Meter große Scott Miller nahm 1993 an den Pan Pacific Swimming Championships in Kōbe teil. Er wurde Sechster über 200 Meter Rücken und Fünfter über 100 Meter Schmetterling. Über 200 Meter Schmetterling wurde er Zweiter hinter dem Neuseeländer Danyon Loader. Eine weitere Silbermedaille gewann er mit der australischen 4-mal-100-Meter-Lagenstaffel. Bei den Commonwealth Games 1994 im kanadischen Victoria gewann Miller vier Medaillen. Er siegte mit der Lagenstaffel und über 100 Meter Schmetterling. Über 200 Meter Schmetterling wurde er Zweiter hinter Danyon Loader. Hinzu kam eine Bronzemedaille über 200 Meter Rücken. 1995 bei den Pan Pacific Championships in Atlanta siegte Miller über 200 Meter Schmetterling vor seinem Landsmann Scott Goodman. Über 100 Meter Schmetterling siegte Miller vor Mark Henderson aus den Vereinigten Staaten. Hinzu kam eine Silbermedaille mit der Lagenstaffel. Ende 1995 fanden in Rio de Janeiro die Kurzbahnweltmeisterschaften 1995 statt. Dort siegte Scott Miller über 100 Meter Schmetterling. Über 200 Meter Schmetterling gewann Scott Goodman vor Scott Miller. Beide erhielten auch eine Silbermedaille mit der 4-mal-100-Meter-Lagenstaffel, wobei Goodman im Vorlauf eingesetzt worden war und im Endlauf Scott Miller auf der Schmetterlingslage antrat. Eine weitere Silbermedaille bekam Miller für seinen Vorlaufeinsatz in der 4-mal-100-Meter-Freistilstaffel. 1996 bei den Olympischen Spielen in Atlanta schwamm Miller zuerst die 200 Meter Schmetterling und belegte den fünften Platz. Über 100 Meter Schmetterling siegte der Russe Denis Pankratow mit 0,26 Sekunden Vorsprung vor Scott Miller. Die australische 4-mal-100-Meter-Lagenstaffel mit Toby Haenen, Philip Rogers, Scott Miller und Michael Klim erreichte das Finale mit der viertschnellsten Vorlaufzeit. Im Endlauf siegte das Quartett aus den Vereinigten Staaten vor den Russen, dahinter schwammen Steven Dewick, Philip Rogers, Scott Miller und Michael Klim auf den dritten Platz. Alle fünf eingesetzten Schwimmer erhielten eine Bronzemedaille.
Im 21. Jahrhundert wurde Miller mehrfach wegen Drogenhandel vor Gericht gestellt. 2022 wurde er zu einer Gefängnisstrafe von fünf Jahren verurteilt, von der er mindestens drei Jahre absitzen muss.